# Fort Harmar
Le Fort Harmar est un des forts militaires construit en forme pentagonale au cours de 1785 par les Américains, à la confluence de la rivière Ohio et la rivière Muskingum, sur le côté ouest de l'embouchure de la rivière Muskingum. Il a été construit sous les ordres du colonel Josiah Harmar et a pris son nom. Le fort était destiné à protéger les Amérindiens, c'est-à-dire qu'il devait permettre d'empêcher les pionniers de s'installer dans les terres situées au nord-ouest de la rivière Ohio. La position a été judicieusement choisie, puisqu'il contrôlait non seulement l'embouchure de la Muskingum, mais balayait également les eaux de l'Ohio, depuis une courbe dans la rivière sur une distance considérable à la fois en amont et en aval du fort.
Il est à noter que le site est utilisé pour le traité de Fort Harmar en 1789 entre les États-Unis et plusieurs tribus amérindiennes.